# 타오위안시
타오위안시(중국어 정체자: 桃園市, 병음: Táoyuán Shì, 한자음: 도원시)는 대만 북서부에 있는 직할시이다. 주요 공항인 타이완 타오위안 국제공항이 입지하고 공업 지대를 포함하고 있어 동남아시아 출신의 외국인 노동자가 대부분 거주하고 있다.
2014년 12월, 타오위안현이 타오위안시(직할시)로 승격됨에 따라 기존의 타오위안시가 타오위안구로 개편되었다.

## 역사
타오위안은 예전에는 평포족이 거주하는 지역으로 당시에는 호모장(虎茅荘)으로 불리고 있었다. 여기에 객가인이 이주해 주거지 주위에 복숭아 나무를 심은 것에서 도자원(桃仔園)으로 불리게 되었다. 청조 시대의 행정구분으로는 도간보(桃澗堡)로 불리고 있었다.
1733년에 대북을 연락하는 귀륜산도(현재의 성도 1호선)가, 다음 해에는 중력에 도로가 개통해 한족의 이주가 진행되었고 또 일본 통치 시대에도 이주가 장려되어 이 지방의 중심지로서 타오위안시가 번창하게 되었다.
2014년 12월 25일 타오위안시(직할시)로 승격하였다.

## 지리
타오위안시는 타이완 북서부의 타이베이 수도권에 인접하는 대지에 위치한다. 서북쪽에서 동남쪽에 걸쳐 뻗어있으며 동남부는 해발 300m 이상의 구릉지대이다. 북부는 신베이시, 남부는 신주현, 동부는 이란현과 각각 접하고 있다.

## 인구
| 연도 | 인구      | ±%     |
| --- | --------- | ------ |
| 1985 | 1,211,249 | —      |
| 1990 | 1,355,175 | +11.9% |
| 1995 | 1,524,127 | +12.5% |
| 2000 | 1,732,617 | +13.7% |
| 2005 | 1,911,161 | +10.3% |
| 2010 | 2,002,060 | +4.8%  |
| 2015 | 2,105,780 | +5.2%  |
| 2020 | 2,252,835 | +7.0%  |
| Source:“Populations by city and country in Taiwan”. Ministry of the Interior Population Census. 2017년 12월 16일에 원본 문서에서 보존된 문서. 2021년 2월 7일에 확인함. |           |        |

## 행정 구역

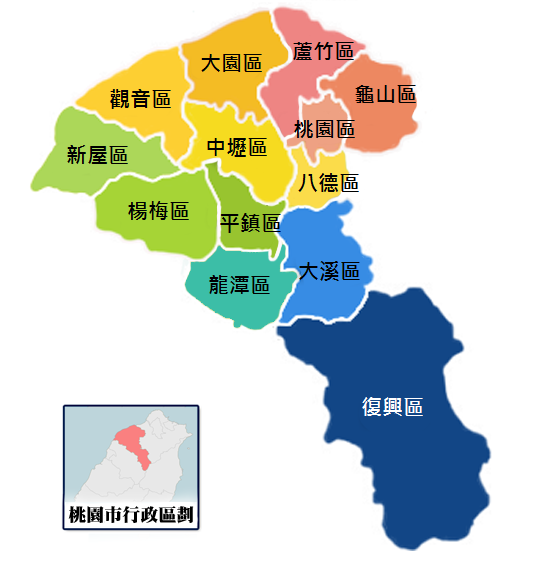
타오위안시의 행정 구역

13구를 관할한다.
- 타오위안구(桃園區)
- 중리구(中壢區)
- 핑전구(平鎮區)
- 바더구(八德區)
- 양메이구(楊梅區)
- 루주구(蘆竹區)
- 다시구(大溪區)
- 구이산구(龜山區)
- 룽탄구(龍潭區)
- 다위안구(大園區)
- 관인구(觀音區)
- 신우구(新屋區)
- 푸싱구(復興區)

## 교육
- 국립중앙대학
- 싼쥔 대학
- 중위안 대학
- 위안즈 대학
- 창겅 대학
- 밍촨 대학
- 카이난 대학
- 칭윈 과기대학
- 룽화 과기대학
- 완넝 대학
- 국방대학
- 중앙경찰대학

## 교통

### 철도
- 타이완 철로관리국 종관선
  - (<- 신베이시) - 타오위안역 - 네이리역 - 중리역 - 푸신역 - 양메이역 - 푸강역 - (신주현)
- 타이완 철로관리국 린커우 선
- 타이완 고속철도
  - (신베이시) - 타오위안역 - (신주현)
- 타오위안 국제공항 첩운

### 도로
- 국도 1호선
- 국도 2호선
- 국도 3호선

### 공항
- 타이완 타오위안 국제공항

## 같이 보기
- 타이완 타오위안 국제공항